# Pelusios
Pelusios är ett släkte av sköldpaddor. Pelusios ingår i familjen pelomedusasköldpaddor.
Arter enligt Catalogue of Life:
- Pelusios adansonii
- Pelusios bechuanicus
- Pelusios broadleyi
- Pelusios carinatus
- Pelusios castaneus
- Pelusios castanoides
- Pelusios chapini
- Pelusios cupulatta
- Pelusios gabonensis
- Pelusios marani
- Pelusios nanus
- Pelusios niger
- Pelusios rhodesianus
- Pelusios seychellensis
- Pelusios sinuatus
- Pelusios subniger
- Pelusios upembae
- Pelusios williamsi

The Reptile Database listar bara 17 arter.